# Amare
Amare är en låt av den svenska rapparen Adrijana. Låten skrev Adrijana själv tillsammans med Martin Tjärnberg. Den deltog i Melodifestivalen 2017 och placerade sig på sjätte plats i den första semifinalen den 4 februari 2017. 

## Låtlista
| 1. | Amare | 2:50 |